# Bulmaro Reyes Coria
Bulmaro Enrique Reyes Coria (Villa Morelos, Michoacán; 1 de junio de 1949) es un traductor mexicano del latín al español, profesor de latín en la Facultad de Filosofía y Letras (UNAM) e investigador en el Instituto de Investigaciones Filológicas de la Universidad Nacional Autónoma de México. Los temas que más le han interesado a lo largo de su trabajo como investigador han sido la edición, la gramática y la retórica latinas.

## Biografía
Estudió letras clásicas —licenciatura, maestría y doctorado— en la Facultad de Filosofía y Letras (UNAM). Desde joven trabajó en «la Impresora Azteca», el periódico Novedades de México y en la editorial Diana, empresas donde fue corrector de galeras, supervisor de traducciones y corrector de estilo.
Desde joven se interesó por la retórica, en especial los escritos de un gran retórico latino Marco Tulio Cicerón. Este interés se vio reflejado en sus trabajos de titulación de licenciatura y de maestría, y en sus investigaciones posteriores. Su tesis de licenciatura se titula Marco Tulio Cicerón: acerca de las provincias consulares (1979). Su tesis de maestría tiene por título La retórica en la Partición oratoria de Cicerón (1985).
Bulmaro Reyes Coria se integró al Instituto de Investigaciones Filológicas en 1978, donde trabajó estrechamente con el poeta y traductor Rubén Bonifaz Nuño, relación que se apoyó en proyectos de traducción e investigación. La tesis de doctorado de Bulmaro Reyes se titula Retórica: arte de vida (M.T. ciceronis De inventione. Introducción, traducción y notas) (1994) y el asesor fue Rubén Bonifaz Nuño.
En la actualidad, Bulmaro Reyes es profesor de latín en la Facultad de Filosofía y Letras (UNAM), investigador de tiempo completo en el Instituto de Investigaciones Filológicas de la misma universidad y director de la Bibliotheca Scriptorum Graecorum et Romanorum Mexicana. Fue director de Noua Tellus, el anuario del Centro de Estudios Clásicos. Pertenece al Sistema Nacional de Investigadores (SNI).
Bulmaro Reyes considera la docencia como una oportunidad para estudiar con la finalidad de dar y servir. Como traductor, su propósito principal ha sido proporcionar un servicio útil para quienes se interesan en la literatura latina.
Entre sus obras más notables se encuentran: Límites de la retórica clásica (1995), Epichirema/Enthymema (1997) y Hombre de bien, orador perfecto (2000). De sus traducciones principales de textos escritos por Cicerón están las siguientes: De la invención retórica, El orador perfecto (1999) y Bruto: de los oradores ilustres (2004). También destaca su traducción de la Retórica a Herenio (2010), de autor desconocido.

## Obras
- Marco Tulio Cicerón, Del óptimo género de los oradores,
- Las oraciones subordinadas en la segunda oración filípica de Marco Tulio, Instituto de Investigaciones Filológicas. (2013)

- Las oraciones subordinadas en la primera oración filípica de Marco Tulio, Instituto de Investigaciones Filológicas. (2013)
- Del poeta humanista Rubén Bonifaz Nuño, México, Editorial Cromocolor. (2005)
- Hombre de bien, orador perfecto, México, Universidad Nacional Autónoma de México / Instituto de Investigaciones Filológicas (Colección de Bolsillo, 15). (2000)
- Arte de convencer. Lecciones ciceronianas de oratoria, con esquemas de Sergio Reyes Coria, Universidad Nacional Autónoma de México / Instituto de Investigaciones Filológicas (Manuales Didácticos, 7). (1998)
- Epichirema / Enthymema, México, UNAM / Instituto de Investigaciones Filológicas (Colección de Bolsillo, 1). (1997)
- Acerca de fray Diego Valadés, México, UNAM. (coautoría: Bulmaro Reyes Coria, G. Ramírez Vidal, S. Díaz Cíntora) (1996)
- Límites de la retórica clásica, México, Universidad Nacional Autónoma de México / Instituto de Investigaciones Filológicas (Serie Didáctica, 16). (1995)
- Metalibro. Manual del libro en la imprenta, México, UNAM. (1988)
- La retórica en la Partición oratoria de Cicerón, México, Universidad Nacional Autónoma de México / Instituto de Investigaciones Filológicas (Cuadernos del Centro de Estudios Clásicos, 13). (1987)
- Manual de estilo editorial, México, Limusa. (1985)
- Guía para traducción y supervisión, México, Diana (1979) (edición fuera de comercio). (1979)
- Guía para corrección, México, Diana (edición fuera de comercio). (1977)

## Traducciones
- Molano, Juan. Historia de imágenes y pinturas sagradas, Instituto de Investigaciones Estéticas, 2017
- Marcial, Epigramas: Libro de los espectáculos y libro I, Bibliotheca Scriptorum Graecorum et Romanorum Mexicana, en colaboración con Rubén Bonifaz Nuño. (2014)
- Autor desconocido, Retórica a Herenio, intr., trad. y nts., México, UNAM (Bibliotheca Scriptorum Graecorum et Romanorum Mexicana) (2010)
- Marco Tulio Cicerón, Acerca de los deberes, intr., vers. y nts. Rubén Bonifaz Nuño. Hice las notas (véase p. XV). México, Universidad Nacional Autónoma de México (Bibliotheca Scriptorum Graecorum et Romanorum Mexicana) (2009)
- Marco Tulio Cicerón, Del óptimo género de los oradores, intr., trad. y nts. Bulmaro Reyes Coria, México, Universidad Nacional Autónoma de México (Bibliotheca Scriptorum Graecorum et Romanorum Mexicana) (2008)
- Quinto Tulio Cicerón, Commentariolum petitionis: estrategias de campaña electoral, intr., trad. e índ., México, Universidad Nacional Autónoma de México / Instituto de Investigaciones Jurídicas (2007)
- Marco Tulio Cicerón, Tópicos, intr., trad. y nts. Bulmaro Reyes Coria, México, Universidad Nacional Autónoma de México (Bibliotheca Scriptorum Graecorum et Romanorum Mexicana) (2006)
- Marco Tulio Cicerón, Bruto: de los oradores ilustres, intr., trad. y nts., México, Universidad Nacional Autónoma de México (Bibliotheca Scriptorum Graecorum et Romanorum Mexicana) (2004)
- Marco Tulio Cicerón, De la partición oratoria (1ª. ed. Instituto de Investigaciones Filológicas / Centro de Estudios Clásicos, Serie didáctica, 12; 2ª. ed. Bibliotheca Scriptorum Graecorum et Romanorum Mexicana), intr., trad. y nts. Bulmaro Reyes Coria, México, Universidad Nacional Autónoma de México. (2000)
- Marco Tulio Cicerón, El orador perfecto, intr., trad. y nts., México, Universidad Nacional Autónoma de México (Bibliotheca Scriptorum Graecorum et Romanorum Mexicana). (1999)
- Marco Tulio Cicerón, De la invención retórica, intr., trad. y nts., México, UNAM (Bibliotheca Scriptorum Graecorum et Romanorum Mexicana). (1997)
- José Ignacio Fernández del Rincón, Lecciones de filosofía, edición del texto latino y traducción del latín al español, de Bulmaro Reyes Coria, con prólogo de Mauricio Beuchot. Instituto de Investigaciones Filológicas. (1994)
- Carlos Borromeo, Instrucciones de la fábrica y del ajuar eclesiásticos, intr., trad. y nts. Bulmaro Reyes Coria, México, UNAM. (1985)
- Marco Tulio Cicerón, Oración en el senado acerca de las provincias consulares, introducción, traducción y notas de Bulmaro Reyes Coria, México, UNAM. (1982)